# Національний музей Австралії
Національний музей Австралії (англ. National Museum of Australia) — один з найбільших музеїв Австралії, заснований у 1980 році. У музеї представлена експозиція, присвячена соціальній історії Австралії, основним проблемам, людям і подіям, які сформували сучасну австралійську націю.

## Загальні дані та експозиції
Національний музей Австралії розташований у канберрському районі Ектон, неподалік від Австралійського національного університету. У минулому на місці музею розташовувалася Королівська канберрська лікарня, знесена 13 липня 1997 року.
Музей присвячений соціальній історії Австралії, а саме: історії та культурі австралійських аборигенів і тубільців Торресової протоки, історії країни та австралійському суспільству після 1788 року, питанням взаємодії людей з довкіллям.
Загалом у музеї 5 постійних експозицій: 
1. «Галерея перших австралійців» (англ. Gallery of the First Australians);
2. «Зв'язані долі» (англ. Tangled Destinies);
3. «Обрії: заселення Австралії» (англ. Horizons: the Peopling of Australia);
4. «Нація: символи Австралії» (англ. Nation: Symbols of Australia);
5. «Вічність: історії із бурхливого серця Австралії» (англ. Eternity: Stories From the Emotional Heart of Australia)[3].

У музеї також відбуваються додаткові тимчасові тематичні виставки.
При закладі функціонує власне видавництво, а також науково-дослідний центр.

## Історія створення
Перші плани зі створення подібного музею в Австралії з'явилися ще на початку XX століття, але через світові війни, низку фінансових криз цим задумам не судилося збутися. 
Офіційною датою створення Національного музею Австралії вважається 1980 рік, коли парламентом країни був ухвалений спеціальний закон. Тоді ж було розпочато збирання музейних колекцій. 

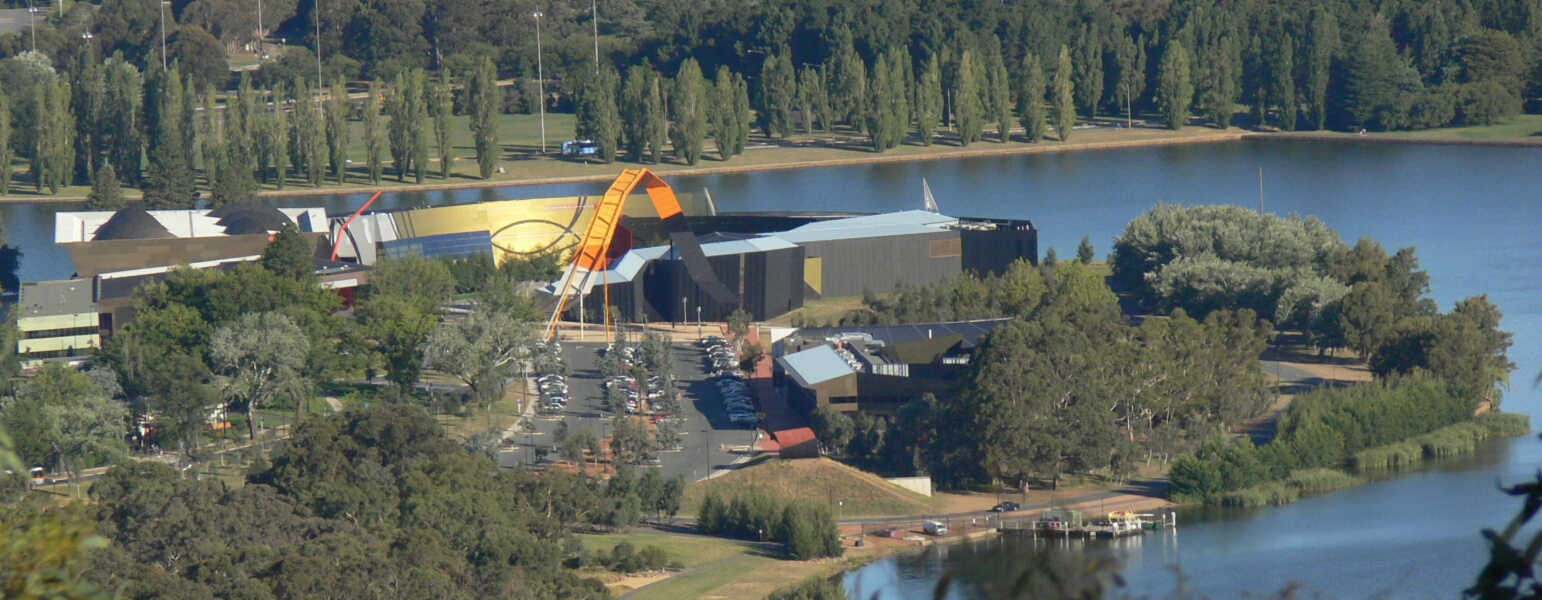
Краєвид Національного музею Австралії та ставу Берлі-Гриффін з гори Блек-Маунтін

У 1988 році перед урядом Австралії було прийнято рішення про відтермінування будівництва будівлі Національного музею. І лише 1996 року було оголошено про відновлення реалізації відтермінованого проекту. 
Відтак, у 1997 році відбувся міжнародний конкурс на найкращий дизайн майбутньої споруди. Переміг австралійський архітектор Говард Реґґатт (англ. Howard Raggatt).
Будівлю Національного музею Австралії в Канберрі офіційно було відкрито 11 березня 2001 року з нагоди святкувань сторіччя від дня створення Австралійської федерації.
Однак після відкриття музей, на будівництво якого було витрачено 155 млн австралійських доларів, дістав неоднозначну оцінку серед критиків. Наприклад, у Німеччині будівничого Національного музею Австралії звинуватили в плагіаті, оскільки музейна споруда мала деяку схожість з Єврейським музеєм у Берліні.

## Архітектура

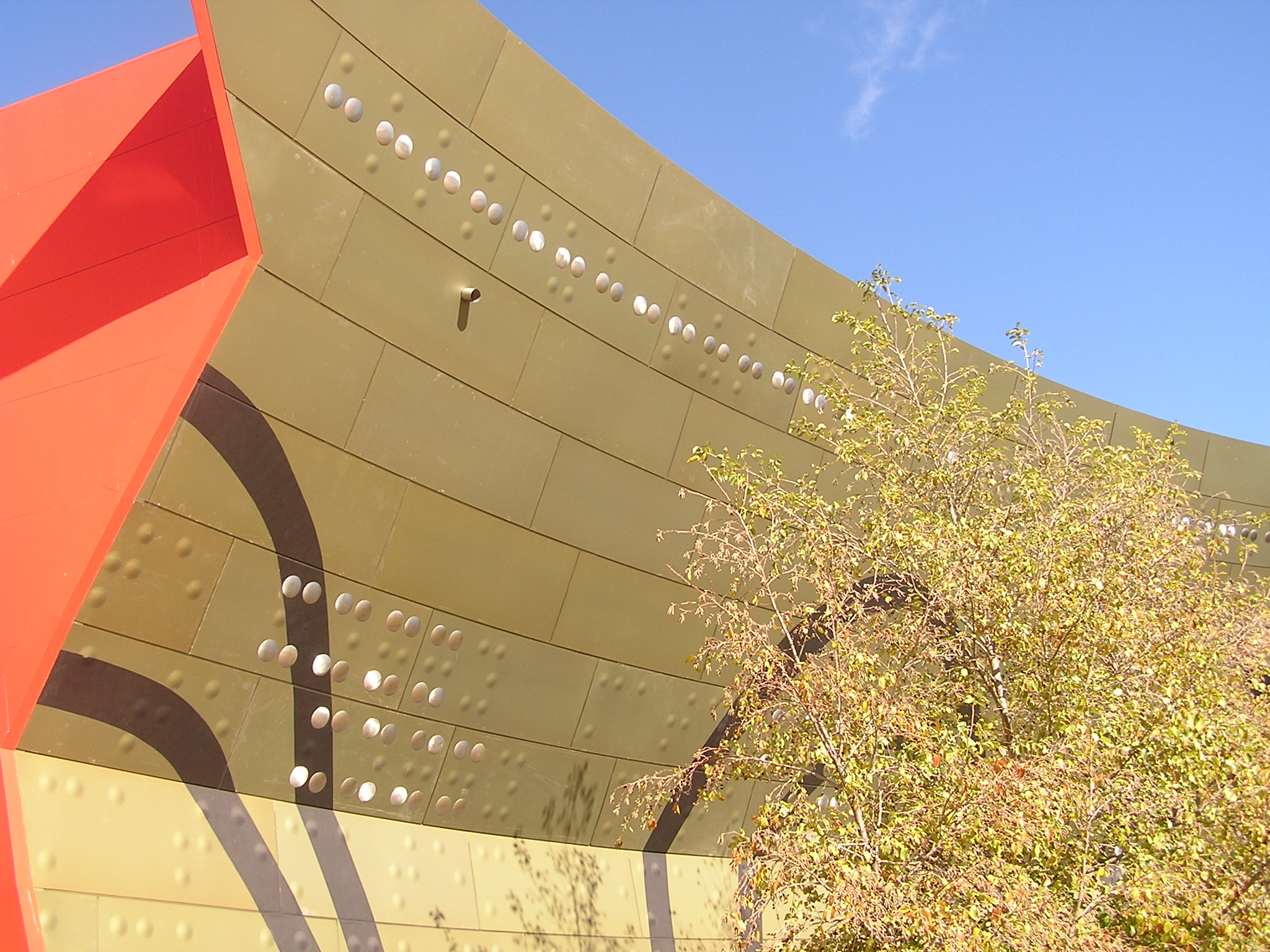
Тести Брайлем на фасаді будівлі музею

Будівля Національного музею Австралії, площа виставкових залів якого становить 6 600 м², побудована в стилі постмодернізму. Вона складається з кількох індивідуальних приміщень, з'єднаних між собою як у пазлі, що розташовані півколом, огинаючи «Сад австралійських мрій» (англ. Garden of Australian Dreams). 
Зовнішній бік будівлі забарвлений у яскраву палітру помаранчевого, малинового, бронзового, золотого, чорного та срібного кольорів, що вирізняє музей від решти споруд у Канберрі, де будинки зведені з цегли переважно кремового кольору. Будівлю також вкрито панелями з анодованого алюмінію. На багатьох з них містяться англійські слова, написані шрифтом Брайля, наприклад,«друг», «вибачте», «вибачте нас за наш геноцид» (фразу звернено до австралійських аборигенів), «Бог знає», «час покаже», «любов — сліпа».
Вхід музею веде до великого холу з викривленими стінами, вікнами і стелями. За задумом архітекторів, він схожий зсередини на величезний вузол, що символізує міцний зв'язок між австралійцями. Перед входом до Національного музею починається лінія Улуру (англ. Uluru line) — це яскраво-помаранчева скульптура у формі петлі, що розгортається вздовж півострову Ектона. 
У центральній частині музею розташований «Сад австралійських мрій», що являє собою величезну скульптурну композицію у вигляді мапи на воді, з невеликим трав'яним покриттям та кількома деревами, на якій зображено центральну частину Австралії з дорожніми позначками, схемою огорожі від дінго, назвами племен австралійських аборигенів, а також межами поширення корінних мов .

## Виноски
1. ↑  archINFORM — 1994.
2. ↑  
National Museum of Australia. Who we are (англійською) . Архів оригіналу за 15 березня 2012. Процитовано 8 липня 2008. {{cite web}}: Cite має пустий невідомий параметр: |description= (довідка)
3. 1 2  
Herald Tribune. Pieces in the 'Puzzle' of Australia (англійською) . Архів оригіналу за 15 березня 2012. Процитовано 9 липня 2008. {{cite web}}: Cite має пустий невідомий параметр: |description= (довідка)
4. 1 2 3  
National Museum of Australia. History (англійською) . Архів оригіналу за 6 червня 2012. Процитовано 8 липня 2008. {{cite web}}: Cite має пустий невідомий параметр: |description= (довідка)
5. 1 2 3 4  
National Museum of Australia. The building (англійською) . Архів оригіналу за 15 березня 2012. Процитовано 8 липня 2008. {{cite web}}: Cite має пустий невідомий параметр: |description= (довідка)
6. ↑  
The Sydney Morning Herald. (2 апреля 2006). Disclosed at last, the embedded messages that adorn museum (англійською) . Архів оригіналу за 15 березня 2012. Процитовано 8 липня 2008. {{cite web}}: Cite має пустий невідомий параметр: |description= (довідка)